# Сирмијум (тема)
Тема Сирмијум (византијски грчки: Θέμα Σιρμίου) је била византијска административна јединица (тема), са седиштем у Сирмијуму (данашња Сремска Митровица). Постојала је у 11. веку, као погранична византијска област наспрам суседне Краљевине Угарске. Обухватала је Срем са околним областима, које се налазе у саставу данашњих држава Србије, Хрватске и Босне и Херцеговине.

## Историја
Почетком 11. века, подручје на коме ће касније бити формирана тема Сирмијум налазило се у саставу Самуиловог царства. После пораза Самуилових наследника (1018) и локалног војводе Сермона, који је покушао да се осамостали у Срему, ту област је запосела Византија, која је формирала посебну покрајину - тему Сирмијум, која је добила име по свом главном граду.
Тема Сирмијум је поред самог Срема обухватала и неке околне области које су биле под византијском влашћу, западно од Београда, са обе стране реке Саве. Као погранична област, била је изложена честим угарским нападима.
Поред теме Сирмијум, током прве половине 11. века постојала је нешто јужније и византијска тема Србија, која је обухватала средишње српске области.
Након великог византијског пораза на азијском бојишту у бици код Манзикерта (1071), у царству је завладала политичка нестабилност, што је искористила суседна Угарска која је похарала и заузела Срем, чиме је и тема Сирмијом престала да постоји. Та област је средином 12. века поново дошла под привремену византијску власт, али већ након 1180. године поново потпада под угарску власт.
У црквеном погледу, на подручју теме Сирмијум постојала је православна Сремска епископија, која се у то време налазила у саставу Охридске архиепископије.

## Управитељи
Управитељи теме са титулом стратега:
- Константин Диоген (1018—1029)
- Теофил Еротик (1040)
- Љутовид (1039—1042)